# Aranyos veselke
Az aranyos veselke (Chrysosplenium alternifolium) a kőtörőfűfélék (Saxifragaceae) családjában a veselke (Chrysosplenium) nemzetség egyik faja. Egyes szerzők „arany veselke” néven említik.

## Származása, elterjedése
Cirkumboreális faj. A DNS-vizsgálatok tanúsága szerint ősei valószínűleg Kelet-Ázsiából származnak. A nemzetségnek két faja:
- aranyos veselke (arany veselke, Chrysosplenium alternifolium),
- havasi veselke (Chrysosplenium oppositifolium)

nő a Kárpát-medencében — közülük az aranyos veselke jóval gyakoribb.

## Megjelenése, felépítése
5–15 cm magas, alacsony termetű fűféle. Szára háromélű, levelei vese formájúak, csipkések. Magyar nevét a felső, sárgászöld levelek közötti lapos álernyőben ülő apró, aranysárga virágairól kapta — más nyelveken (angol — alternate-leaved golden saxifrage; orosz — cелезёночник очерёднолистный) leveleinek állásáról nevezték el; jelezve, hogy ez a nemzetség váltakozó levélállású fajsorának típusfaja.
A sárgászöld csésze négytagú (a csúcsvirágé öttagú), a murvalevél szintén sárga. A szirmok hiányoznak.
Termése kétkopácsú tok.

## Életmódja, termőhelye
Üde termőhelyeken: szurdokerdőkben, forrásoknál, patakok partján nő az aljnövényzet alsó szintjében; sekély talajvizet jelez. Magyarország növénytársulásai közül az alábbi csoportokban fordul elő:
- patakparti égerligetek (Alnenion glutinosae-incanae Oberd. 1953),
- illír gyertyános-tölgyesek (Erythronio-Carpinenion Marinček in Wallnöfer et al.1993)
- szubmontán illír bükkösök (Primulo vulgaris-Fagenion Borhidi 1963 em. 1996).

Március–áprilisban, időnként májusig virágzik.